# Досмагамбетов, Ерлан Султанович
Ерлан Султанович Досмагамбетов (каз. Ерлан Сұлтанұлы Досмағамбетов; род. 24 мая 1960, Караганда) — казахстанский государственный деятель, инженер, юрист, кандидат экономических наук. Аким города Темиртау с июня по сентябрь 1997 года.

## Биография
Ерлан Досмагамбетов родился 24 мая 1960 года в Караганде в казахской семье. Происходит из рода атыгай племени аргын. В 1982 году окончил Московский институт стали и сплавов. Затем с 1982 по 1985 год работал ассистентом кафедры физики Карагандинского политехнического института. В 1985—1990 годах был стажёром-исследователем, аспирантом Института кристаллографии АН СССР.
В 1990—1991 годах работал главным специалистом ВЭА «ИнтерКараганда». В 1991—1993 годах работал директором по внешнеэкономическим и межбиржевым связям Карагандинской межрегиональной товарной биржи. С июля 1992 года был президентом корпорации «Дос». С марта 1993 года работал исполнительным директором, президентом Ассоциации бирж Средней Азии и Казахстана. В феврале 1995 года стал президентом Центрально-Казахстанской товарной биржи «Кен Дала».  Избирался  депутатом Карагандинского областного маслихата двух созывов в 1994—1999, 2007—2012 годах. В 1996 году получил второе высшее образование в Карагандинском государственном университете им. Е. А. Букетова.

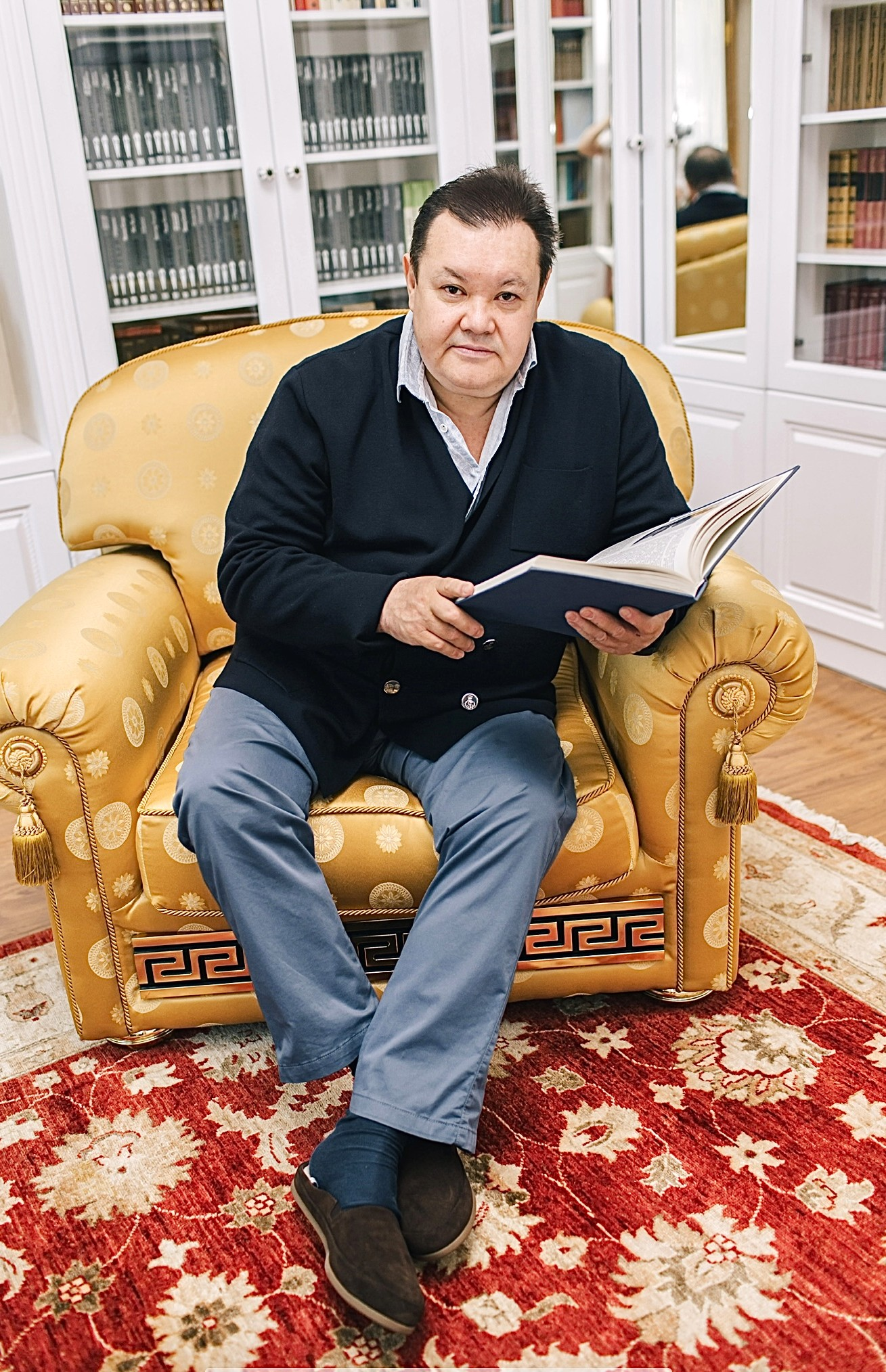
Ерлан Султанович Досмагамбетов за чтением книги в домашней библиотеке(ноябрь, 2024 год)

С июня по сентябрь 1997 года был Акимом города Темиртау, советником Акима области. С 2001 года вновь на посту президента корпорации «Дос». С 2007 года — руководитель Центрально-Казахстанского представительства Ассоциации «Деловой Совет ЕврАзЭС». В 2012 году стал почётным консулом Украины в Караганде. Является президентом областной федерации кикбоксинга.Почетный деятель спорта РК. Награждён несколькими юбилейными медалями и почётными грамотами ведомств РК.
Опубликовал более 20 научных работ, принимал участие международных научно-практических конференциях. Награждён медалью «10 лет Астане».

## Личная жизнь
Жена — Досмагамбетова Гульнар Тулегеновна. Двое детей: сын Бауыржан (род. 1983) и дочь Сабина (род. 1993).